# Paul Wiesner
Paul Wiesner (* 10. September 1855 in Neusalz an der Oder, Landkreis Freystadt, Provinz Schlesien; † 1. Oktober 1930 in Berlin) war ein deutscher Regattasegler, der an den Olympischen Spielen 1900 teilnahm und in zwei Wettbewerben einen ersten und einen zweiten Platz belegte.
Paul Wiesner war gemeinsam mit Viktor Hoesch Eigentümer der Yacht Aschenbrödel, mit der er auch selbst segelte. Das Heimatrevier des Seglers vom Berliner Yacht-Club war der Wannsee.
Bei den Olympischen Spielen trat Wiesner zusammen mit Ottokar Weise, Heinrich Peters und Georg Naue am 20. Mai 1900 in der Offenen Klasse an, die Berliner belegten mit ihrer Aschenbrödel den zweiten Platz hinter einer britischen Crew mit der Scotia. Am 24. Mai traten Wiesner, Peters und Naue sowie Arthur Bloomfeld, als Ersatzmann für den angeschlagenen Weise, im ersten Wettbewerb in der Bootsklasse bis zu einem Gewicht von einer Tonne an und gewannen die Regatta. Beim Nachwiegen stellte sich allerdings heraus, dass das Boot mit 1,041 t zu schwer war, deshalb wurde das Boot disqualifiziert und die Scotia zum siegreichen Boot erklärt. Daraufhin trat die Crew der Aschenbrödel, jetzt wieder mit Ottokar Weise, in der nächsten Wettfahrt in der nächsthöheren Bootsklasse bis zu 1,5 t an und siegte vor der Schweizer Yacht Lérina, die die erste Wettfahrt in dieser Bootsklasse gewonnen hatte.
Paul Wiesner war von Beruf Lehrer und später Direktor einer Handelsschule in Berlin. Sein Grab befindet sich auf dem Südwestkirchhof Stahnsdorf.